# 放射線業務従事者
放射線業務従事者（ほうしゃせんぎょうむじゅうじしゃ、radiation worker）とは、放射線業務に従事する者であり、法令により定義・登録制度・被曝限度などが決められている。医療法施行規則および獣医療法施行規則においては放射線診療従事者と呼称される。なお、電離放射線障害防止規則は、放射線業務従事者のほかに「緊急作業に従事する労働者」「放射線管理区域（管理区域）に一時的に立ち入る労働者」についても定めているが、本項はこれらについても記述する。

## 定義
電離放射線障害防止規則では「管理区域内において放射線業務に従事する労働者」、核原料物質、核燃料物質及び原子炉の規制に関する法律（原子炉等規制法）では「核燃料物質の使用、廃棄、運搬、貯蔵又はこれに付随する業務に従事する者であって、管理区域に立ち入るもの」、放射性同位元素等の規制に関する法律（RI規制法）施行規則では「放射性同位元素等又は放射線発生装置の取扱い、管理又はこれに付随する業務に従事する者であつて、管理区域に立ち入るもの」と定義されている。

また、医療法施行規則において放射線診療従事者は
「エツクス線装置、診療用高エネルギー放射線発生装置、診療用粒子線照射装置、診療用放射線照射装置、診療用放射線照射器具、放射性同位元素装備診療機器、診療用放射性同位元素又は陽電子断層撮影診療用放射性同位元素の取扱い、管理又はこれに付随する業務に従事する者であつて管理区域に立ち入るもの」
と定義され、獣医療法施行規則においては
「エックス線装置、診療用高エネルギー放射線発生装置、診療用放射線照射装置、診療用放射線照射器具、放射性同位元素装備診療機器、診療用放射性同位元素又は陽電子断層撮影診療用放射性同位元素の取扱い、管理又はこれに付随する業務に従事する者であって管理区域に立ち入るもの」
と定義されている。

## 登録制度
原子力発電所等の原子力施設で放射線業務に従事する場合には、放射線従事者中央登録センターが運営している被曝線量登録管理制度に登録され、全国各地にある放射線管理手帳発行機関から放射線管理手帳が発行される。作業者はこの手帳を持参して、原子力施設で放射線業務に従事する。この手帳には、全国共通の中央登録番号が付番され、個人を識別する項目、被曝歴、健康診断、放射線防護教育歴等が記載される。
原子力施設で放射線業務に従事した後は、その原子力施設から被曝線量等が中央登録センターの電算機に登録され管理される。
なお、原子力施設以外の放射線業務従事者にはこのような登録制度はない。
登録制度の有無に関わらず、事業者は、被曝が1日1ミリシーベルトを超えるおそれのある労働者について測定結果を毎日確認するとともに、3か月ごと・1年ごと・5年ごとの合計を記録し、これを30年間保存しなければならない。また、記録を当該労働者に遅滞なく知らせなければならない。（電離放射線障害防止規則9条）

## 被曝限度
電離放射線障害防止規則による被曝限度は以下の通りである。
- 通常作業:5年間で100ミリシーベルト、1年間で50ミリシーベルト（実効線量管理） （電離放射線障害防止規則4条）
- 緊急作業:100ミリシーベルト（実効線量管理） （電離放射線障害防止規則7条）
- 妊娠可能な女子:3か月で5ミリシーベルト（実効線量管理） （電離放射線障害防止規則4条2項）
- 妊娠中の女子:1ミリシーベルト（内部被曝）、2ミリシーベルト（腹部表面） （電離放射線障害防止規則6条）

ただし、厚生労働省と経済産業省は2011年3月15日に、人事院は2011年3月17日に、福島第一原子力発電所での作業者に限って250 mSvに引き上げた。厚生労働省と経済産業省は2011年12月16日に、一部を除き通常限度量へ引き下げ、残る一部も2012年4月30日に通常限度量へ引き下げた。人事院は2011年12月26日に、通常限度量へ引き下げた。
なお、核燃料物質に関する事故なのでRI規制法（文部科学省所管）は適用外である。また、妊娠可能な女子には緊急作業は認められていない。
| 実効線量限度(mSv) | 期間     | μSv/時    | 対象 注5 | 等価線量限度 mSv (組織荷重係数= ) | 等価線量限度 mSv (組織荷重係数= ) | 備考 |
| 実効線量限度(mSv) | 期間     | μSv/時    | 対象 注5 | 皮膚 (=0.01)                      | 目の水晶体 (=0.05)                | 備考 |
| --- | -------- | --------- | -------- | --------------------------------- | --------------------------------- | --- |
| 通常作業時 |          |           |          |                                   |                                   | |
| 1注1 | 8か月注2 | 約0.17注3 | 妊婦     | 500 /年                           | 150 /年                           | 腹部表面の等価線量限度は2 mSv 電離放射線障害防止規則第5条および第6条 東日本大震災により生じた放射性物質により汚染された土壌等を除染するための業務等に係る電離放射線障害防止規則第4条 参考（生殖腺の組織荷重係数=0.08 ICRP103勧告）               |
| 5 | 3ヶ月    | 10注4     | 女       | 500 /年                           | 150 /年                           | 20 mSv/年、100 mSv/5年、結果的に通期で妊娠していなかった場合 電離放射線障害防止規則第4条第2項および第5条 東日本大震災により生じた放射性物質により汚染された土壌等を除染するための業務等に係る電離放射線障害防止規則第3条第2項                    |
| 50 | 1年      | 25注4     | 男       | 500 /年                           | 150 /年                           | 単年で最大50 mSv、ただしその前後5年間で100 mSvを超えてはならない。平均20 mSv/年 電離放射線障害防止規則第4条第1項および第5条 東日本大震災により生じた放射性物質により汚染された土壌等を除染するための業務等に係る電離放射線障害防止規則第3条第1項 |
| 100 | 5年      | 10注4     | 男       | 500 /年                           | 150 /年                           | 単年で最大50 mSv、ただしその前後5年間で100 mSvを超えてはならない。平均20 mSv/年 電離放射線障害防止規則第4条第1項および第5条 東日本大震災により生じた放射性物質により汚染された土壌等を除染するための業務等に係る電離放射線障害防止規則第3条第1項 |
| 緊急災害復旧作業（民間の臨時復旧作業者も含む） |          |           |          |                                   |                                   | |
| 100 | 累計     | 33注6     | 男       | 1000                              | 300                               | 原子炉の冷却や放射性物質放出抑制設備の機能維持のための作業者 電離放射線障害防止規則第7条第2項 |
| 出典）日本原子力研究開発機構 「放射線業務従事者に係る線量限度」より 閲覧2011-7-15 高度情報科学技術研究機構ATOMICA「緊急作業に係る線量限度2002年2月」閲覧2011-7-17 - 注1) 内部被曝 - 注2) 本人の申出等により使用者等が妊娠の事実を知ったときから出産までの期間につき - 注3) 仮に8か月、240日として - 注4) 年間250日実働で1日8時間として(内部被曝はゼロの場合) - 注5) 妊娠不能と診断された女子、および妊娠の意思のない旨を使用者使用許諾書等に書面で申し出た女子は当表では男に含む。 - 注6) 仮に復旧作業1年で上限に達するとして年間250日実働で1日12時間(内部被曝はゼロの場合) |          |           |          |                                   |                                   | |

## 健康診断
放射線障害防止法、労働安全衛生法および人事院規則10-4ならびに10-5の法令により、放射線業務従事者の指定を受ける前および指定後定期的に特定の健康診断を受診する必要がある。

### 実施時期
初めて管理区域に立ち入る前、および管理区域に立ち入った後に定期的に実施する必要がある。管理区域に立ち入った後に定期的に行う健康診断は、法令により実施時期が異なる。RI規制法では「1年を超えない期間ごと」、労働安全衛生法（電離放射線障害防止規則）・人事院規則では「6月以内ごとに」である。なお、実効線量限度または等価線量限度を超えて放射線に被ばくしたおそれのある場合などは、遅滞なく実施する必要がある。

### 実施内容
|                | RI規制法（放射性同位元素等の規制に関する法律施行規則） | 労働安全衛生法（電離放射線障害防止規則） |
| -------------- | --- | --- |
| 問診           | - 放射線（1MeV未満のエネルギーを有する電子線およびエックス線を含む）の被ばく歴の有無 - 被ばく歴を有するものについては、作業の場所、内容、期間、線量、放射線障害の有無その他放射線による被ばくの状況 | - 放射線の被ばく歴の有無（被ばく歴を有するものについては、作業の場所、内容および期間、放射線障害の有無、自覚症状の有無その他の放射線による被ばくに関する事項）の調査およびその評価                                    |
| 検査または検診 | 1. 末梢血液中の血色素量またはヘマトクリット値、赤血球数、白血球数および白血球百分率 2. 皮膚 3. 眼 4. その他原子力規制委員会が定める部位および項目                                                   | 1. 白血球数および白血球百分率の検査 2. 赤血球数の検査および血色素量またはヘマトクリット値の検査 3. 白内障に関する検査 4. 皮膚の検査                                                                                   |
| 医師の判断等   | - 検査または検診のうち1.〜 3.については、医師が必要と認める場合に限り実施する。ただし1. 2. は初めて管理区域に立ち入る前に行う検診では省略できない。                                                 | - 医師が必要でないと認めるときは、検査または検診の全部または一部を省略することができる。 - 前年度の実効線量が5mSvを超えず、当該年度の実効線量も超えるおそれのない場合は、医師が必要と認めなければ、実施しなくてよい。 |

### 記録および保存期間
RI規制法では、「実施年月日」「対象者の氏名」「健康診断を行った医師名」「健康診断の結果」「健康診断の結果に基づいて講じた措置」が規定されている。保存期間は永年保存とされている。電離放射線障害防止規則では、記録様式が定められており、保存期間は30年となっている。いずれの場合も、健康診断のつど、健康診断を受けた者に結果の写しを交付する必要がある。

## 教育・訓練
RI規制法により、放射線業務に従事する者は教育および訓練が必要となる。

### 実施時期
初めて管理区域に立ち入る前、および管理区域に立ち入った後1年を超えない期間ごとに行う。

### 実施内容
教育および訓練の項目と時間数については、平成3年科学技術庁告示第10号により示された。告示は更新され、現在は以下のようになった。
- 放射線の人体に与える影響 - 30分
- 放射性同位元素等または放射線発生装置の安全取扱い - 1時間
- 放射性同位元素および放射線発生装置による放射線障害の防止に関する法令、放射線障害予防規程 - 30分

### 教育および訓練の省略
教育および訓練の項目または事項の全部または一部に関し十分な知識及び技能を有していると認められる者に対しては、当該項目または事項についての教育および訓練を省略することができる。ただし、法令改正後や放射線予防規程改定後の直近の教育および訓練では当該項目の省略はできない。

### 記録の保存
教育および訓練の記録には、「教育および訓練の実施年月日」「項目並びに教育を受けた者の氏名」を記録する。当該記録の閉鎖後5年間保存する必要がある。また、教育および訓練を省略した場合は、その理由を付して記録を残す必要がある。